# Calla
Calla is de botanische naam van een geslacht uit de aronskelkfamilie (Araceae).
Het geslacht kent slechts één soort: slangenwortel (Calla palustris). Deze soort komt ook voor in België en Nederland.